# Яландин, Михаил Иванович
Михаи́л Ива́нович Яландин (29 ноября 1956 года, Тобольск, Тюменская область) — российский физик, специалист в области физики быстропротекающих электроразрядных процессов, сильноточной ускорительной техники и релятивистской высокочастотной электроники, академик РАН (2016; член-корреспондент с 2003), лауреат премии имени П. Н. Яблочкова.

## Биография
Родился 29 ноября 1956 года в городе Тобольске Тюменской области.
В 1979 году окончил Новосибирский государственный университет.
С 1979 года работал в Институте сильноточной электроники СО РАН.
С 1986 года работает в Институте электрофизики Уральского отделения РАН, ведущий, позднее — главный научный сотрудник Лаборатории электронных ускорителей. В 1996 году защитил докторскую диссертацию в виде научного доклада «Компактные источники мощных нано- и субнаносекундных электронных пучков и электромагнитных излучений» (официальные оппоненты Н. Ф. Ковалёв, Б. М. Ковальчук, Ю. Г. Юшков).
Читает курс лекций по дисциплине «Актуальные вопросы современной электрофизики» в Уральском государственном техническом университете.
В 2003 году избран членом-корреспондентом РАН по Отделению физических наук (секция общей физики и астрономии).
Член клуба 1 июля.

## Научная деятельность
Специалист в области физики быстропротекающих электроразрядных процессов, сильноточной ускорительной техники и релятивистской высокочастотной электроники.
Мощной наносекундной импульсной и ускорительной техникой начал заниматься ещё в 1977—1979 годах, когда учился в Новосибирском университете и проходил дипломную практику в Институте ядерной физики Сибирского отделения АН СССР.

В Институте сильноточной электроники СО РАН, куда он пришёл после окончания университета, ему была предложена тематика, связанная с созданием компактных высоковольтных наносекундных генераторов и сильноточных электронных ускорителей.
Основные направления его научной деятельности — создание компактных высоковольтных импульсных генераторов и сильноточных электронных ускорителей для исследований в области физики быстропротекающих электроразрядных процессов; применение новой экспериментальной техники для исследований по радиофизике, физике низкотемпературной плазмы, радиобиологии; экспериментальные исследования механизмов индуцированного СВЧ излучения сильноточных релятивистских электронных потоков в нано- и диапазонах длительностей.
Внёс определяющий вклад в формирование научного направления, связанного с экспериментальными исследованиями по созданию нового класса малогабаритных источников излучения радиочастотного диапазона импульсно-периодического действия. Совместно с Г. А. Месяцем и В. Г. Шпаком им была впервые исследована динамика процессов при формировании и транспортировке замагниченных сильноточных релятивистских электронных пучков. Итогом явилось создание мощных специализированных компактных ускорителей электронов (1981—1994).
Впервые экспериментально исследовал классический аналог квантового эффекта сверхизлучения Дике применительно к релятивистским электронным СВЧ-приборам (1995—2002). Эти работы М. И. Яландина стимулировали успешное исследование и создание сверхмощных источников субнаносекундных СВЧ-импульсов с компрессией энергии, отличающихся конверсией мощности электронного пучка в электромагнитное излучение более 100 % (2000—2002). Им был создан целый ряд уникальных компактных релятивистских СВЧ приборов. Такие устройства перспективны для радиолокации, радиобиологии, исследований устойчивости радиоэлектронной аппаратуры и др.
Опытный физик-экспериментатор, талантливый конструктор и испытатель уникальной аппаратуры. 

В ИСЭ СО РАН и ИЭФ УрО РАН им были разработаны не только современные экспериментальные установки, но и коммерческие варианты компактных электрофизических приборов, предназначенных наряду с исследовательской практикой для испытаний и отработки радиационных технологий и других применений. При непосредственном участии М. И. Яландина был создан ряд таких многоцелевых приборов, выпущенных мелкими сериями под товарным знаком РАДАН. Эти системы оказались зачастую единственно доступными исследователям в условиях резкого сокращения ассигнований на науку. Они успешно используются в России и в десятке других стран, в том числе в Великобритании, США, Германии, Австралии, Швеции. Не прерывая работы в лаборатории ИЭФ УрО РАН, М. И. Яландин выполнил большой объём международных контрактов и совместных исследований с зарубежными центрами и фирмами.

## Награды
- Премия Ленинского комсомола (1987, в составе группы учёных) — за работу «Исследование методов повышения частоты вынужденного излучения релятивистских электронных потоков и создание мощных СВЧ-генераторов диапазона миллиметровых волн на основе сильноточных импульсно-периодических ускорителей»
- Государственная премия Российской Федерации в области науки и техники (1998, в составе группы учёных) — за цикл фундаментальных исследований быстропротекающих электроразрядных процессов и создание на их основе нового класса мощных и сверхмощных нано- и пикосекундных электрофизических устройств
- Премия имени  П. Н. Яблочкова (2012, совместно с В. Г. Шпаком) — за цикл работ по исследованию сверхбыстропротекающих процессов в газоразрядных промежутках